# Jaroslav Slípka (1952)
Jaroslav Slípka (* 10. ledna 1952 Kladno) je český otorhinolaryngolog.
Vystudoval střední školu na Carnotově lyceu v Dijonu. V letech 1996–2017 byl přednostou Otorhinolaryngologické kliniky Lékařské fakulty Univerzity Karlovy v Plzni a Fakultní nemocnice v Plzni, roku 1998 se stal docentem otorhinolaryngologie, byl prezidentem Francouzské aliance v Plzni. V roce 1995 převzal od francouzské vlády rytířský Řád akademických palem.
Jeho otec, Jaroslav, byl histolog a embryolog.